# А-20 (танк)

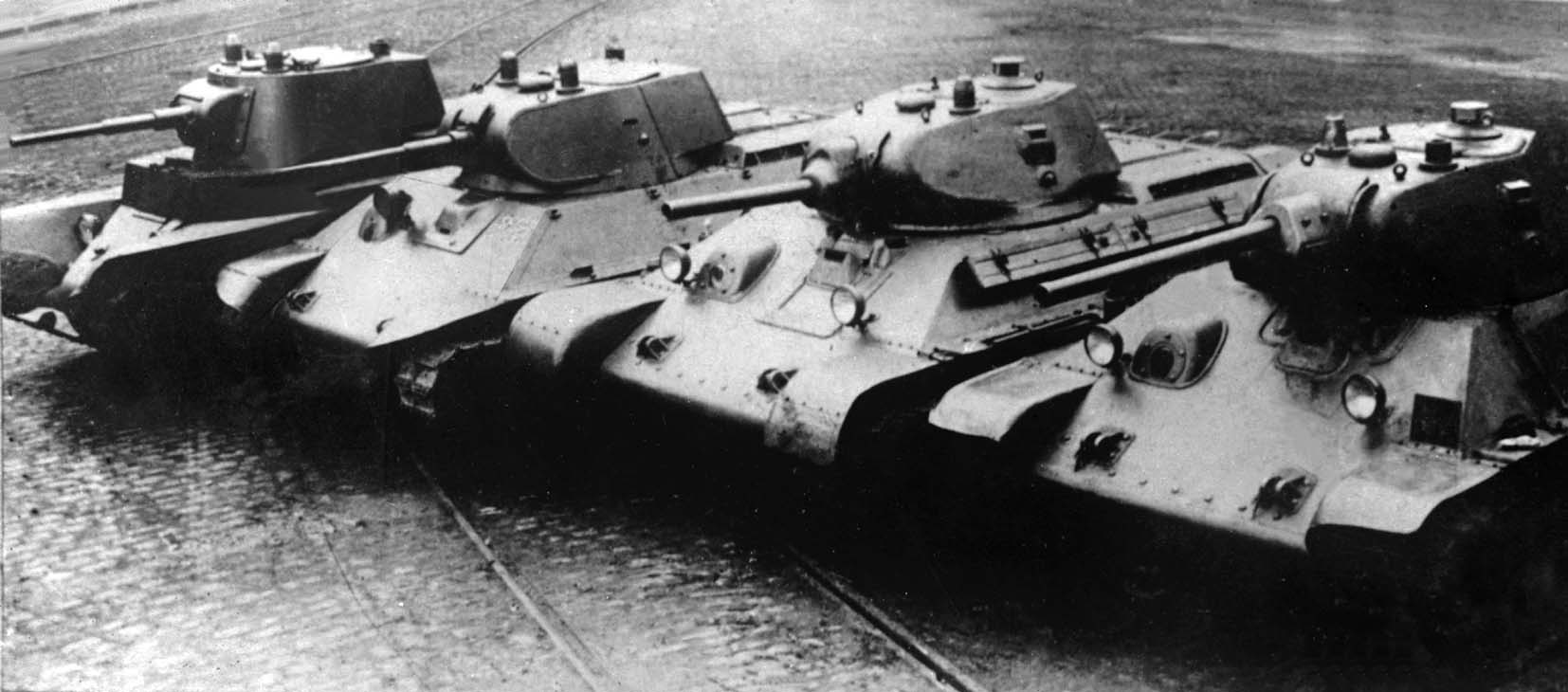
Довоєнні танки виробництва заводу № 183. Ліворуч направо: А-8 (БТ-7М), А-20, Т-34 зр. 1940 з гарматою Л-11 і Т-34 зр. 1941 з гарматою Ф-34

А-20 — радянський легкий колісно-гусеничний танк. Єдиний дослідний зразок показали у вересні 1939 року разом з А-32 на полігоні в Кубинці керівництву НКО і членам уряду. Після чого перевага була віддана А-32, який був потім доопрацьований до варіанту, який пішов в серійне виробництво під назвою Т-34.

## Історія створення
У 1937 р. розробками танку займалися дві конкуруючі інженерні групи ХПЗ, які очолювали А. Дік та М. Кошкін, відповідно. 1937 року Дік був заарештований.
У вересні 1938 року за підсумками розгляду макета танка БТ-20 комісією АБТУ РСЧА під головуванням Я. Л. Сквирської було ухвалено рішення про виготовлення трьох танків (один колісно-гусеничний і два гусеничних) та одного бронекорпуса для випробувань обстрілом (згодом А-32). Таким чином, подальша робота в КБ-24 над проєктом гусенично-колісного танка БТ-20 була припинена, а всі зусилля конструкторів були направлені на розробку двох нових танків — А-20 і А-32.
Після введення буквених індексів для машинобудівних виробництв у 30-х рр.. урядом СРСР, ці індекси стали використовуватися в найменуванні виробів виготовлених на цих виробництвах. Індекс «А» було присвоєно Харківському паровозобудівному заводу. «А-20» — виріб розроблений та виготовлений ХПЗ.
Провідний інженер — О. О. Морозов, головний конструктор — М. І. Кошкін.
До початку 1939 року КБ-24 виконало робочі креслення по А-20 і початок проєктування А-20Г (Г — гусеничний), якому згодом було присвоєно позначення — танк А-32. У лютому на черговому засіданні Комітету Оборони було ухвалено рішення про виготовлення дослідних зразків обох танків та виділення на це коштів.
При цьому за однією з версій військові, які бажали отримати «кавалерійський» танк, наполягали на споруді лише колісно-гусеничного А-20, і лише наполегливість керівника КБ-24 М. І. Кошкіна переконала комісію в необхідності та можливості споруди обох танків. За іншою версією, вимога про будівництво лише А-20 ґрунтувалося на тому, що в жорсткі терміни, конструктори можуть не впоратися з будівництвом двох машин, а кошти і час будуть витрачені марно.
Проте, в травні 1939 року обидва танки були виготовлені та почалися їх ходові випробування. За результатами випробувань А-20 показав трохи кращу рухливість при русі на колесах, але поступився А-32 в прохідності, крім того можливості ходової частини А-20 і не дозволяли посилити бронезахист та озброєння, тоді як на А-32 вже стояла 76-мм гармата Л-10, а товщина броні була більше на 5 — 10 мм і було можливо її подальше збільшення.
У вересні 1939 року після показу А-20 і А-32 на полігоні в Кубинці керівництву НКО і членам уряду було ухвалено рішення про збільшення товщини броні А-32 до 45 мм, після чого почалися ходові випробування танка А-32, довантаженим баластом (при цьому на танку була встановлена башта від А-20 з 45-мм гарматою). 19 грудня на засіданні комітету оборони, за результатами випробувань А-32, було ухвалено постанову № 443, яка наказувала:

КОМІТЕТ ОБОРОНИ при РНК Союзу РСР

ПОСТАНОВЛЯЄ:
Прийняти на озброєння РСЧА:
…
Танк Т-32  — гусеничний, з дизель-мотором В-2, виготовлений заводом № 183 Наркомсреднемашпрома, з наступними змінами:
а) збільшити товщину основних бронелистів до 45 мм;
б) поліпшити оглядовість з танка;
в) встановити на танк Т-32 наступне озброєння:
1) гармату Ф-32 калібру 76 мм, спарену з кулеметом калібру 7,62 мм;
2) окремий кулемет в радиста — калібру 7,62 мм;
3) окремий кулемет калібру 7,62 мм;
4) зенітний кулемет калібру 7,62 мм.
Присвоїти вказаному танку назву Т-34.

До березня 1940 ХПЗ мав збудувати два танки та закінчити їх заводські випробування, загальний план випуску на 1940 рік встановлювався в 200 машин, з 1942 року СТЗ та ХПЗ повинні були повністю перейти на випуск Т-34 з планом 2000 танків на рік.

## Опис конструкції
Броньовий захист А-20 була протикулевий та захищав екіпаж від 12,7-мм куль великокаліберного кулемета. Конструкція корпусу розроблена М. І. Таршіновим.

## Примітка
1. ↑  Архівована копія. Архів оригіналу за 28 червня 2020. Процитовано 26 червня 2020.{{cite web}}:  Обслуговування CS1: Сторінки з текстом «archived copy» як значення параметру title (посилання)
2. ↑  А. В. Исаев «Антисуворов» М., «Яуза»-«Эксмо», 2006 р., с. 144